# سرا، هیروشیما
سرا، هیروشیما (به لاتین: Sera, Hiroshima) یک منطقهٔ مسکونی در ژاپن است که در استان هیروشیما واقع شده‌است. سرا ۱۹٬۲۱۳ نفر جمعیت دارد.